# Горная коноплянка
Горная коноплянка, или горная чечётка,  или желтонос (лат. Linaria flavirostris), — вид воробьиных птиц из семейства вьюрковых (Fringillidae).

## Описание
По размерам и форме горные коноплянки схожи с коноплянками. Длина тела достигает 13—13,5 см, масса — 15—19 г. В отличие от коноплянок, у них на груди отсутствуют красные пятна. По верхней части тела проходят коричневые пятна, огузок чёрного цвета. Цвет нижней части колеблется от цвета кожи буйвола до беловатого. Клюв конической формы, зимой жёлтого цвета, летом — серого.
Голос состоит из быстрых трелей и щебета.

## Распространение
Эта птица гнездится в Северной Европе и по всей Центральной Азии. Часть горных коноплянок ведут оседлый образ жизни, но большинство из них мигрирует дальше на юг или к побережьям морей.

## Образ жизни
Горные чечётки могут образовывать большие стаи вне сезона размножения, иногда в сочетании с зябликами, на побережьях и солончаках. Питаются преимущественно семенами растений, которые собирают на земле, реже на деревьях. В рацион питания входят семена солероса, астры солончаковой, амарантовых и астровых.

## Размножение
Размножаются в безлесной болотистой местности. Гнёзда строят в основном самки, чаще в кустах. В кладке 4—7 яиц. Инкубационный период длится от 12 до 13 дней. Насиживает только самка, самец приносит ей корм. Выводковый период длится 15 дней.
Максимальная продолжительность жизни в дикой природе — 6,1 год.

## Синонимы
В синонимику вида входят следующие биномены и триномены:
- Acanthis flavirostris (Linnaeus, 1758)
- Acanthis flavirostris stoliczkae Hartert, 1903
- Cannabina flavirostris altaica Sushkin, 1925
- Cannabina flavirostris kirghizorum Sushkin, 1925
- Cannabina media Brehm, 1831
- Cannabina microrhynchos Brehm, 1855
- Carduelis flavirostris (Linnaeus, 1758)[9]
- Carduelis flavirostris pallescens Sudilovskaya, 1938
- Fringilla flavirostris (Linnaeus, 1758)
- Fringilla montium Gmelin, 1788
- Linaria montana Selby, 1833
- Linota brevirostris Moore, 1856 (1855)
- Linota brevirostris pamirensis Zarudny & Harms